# ترسایان

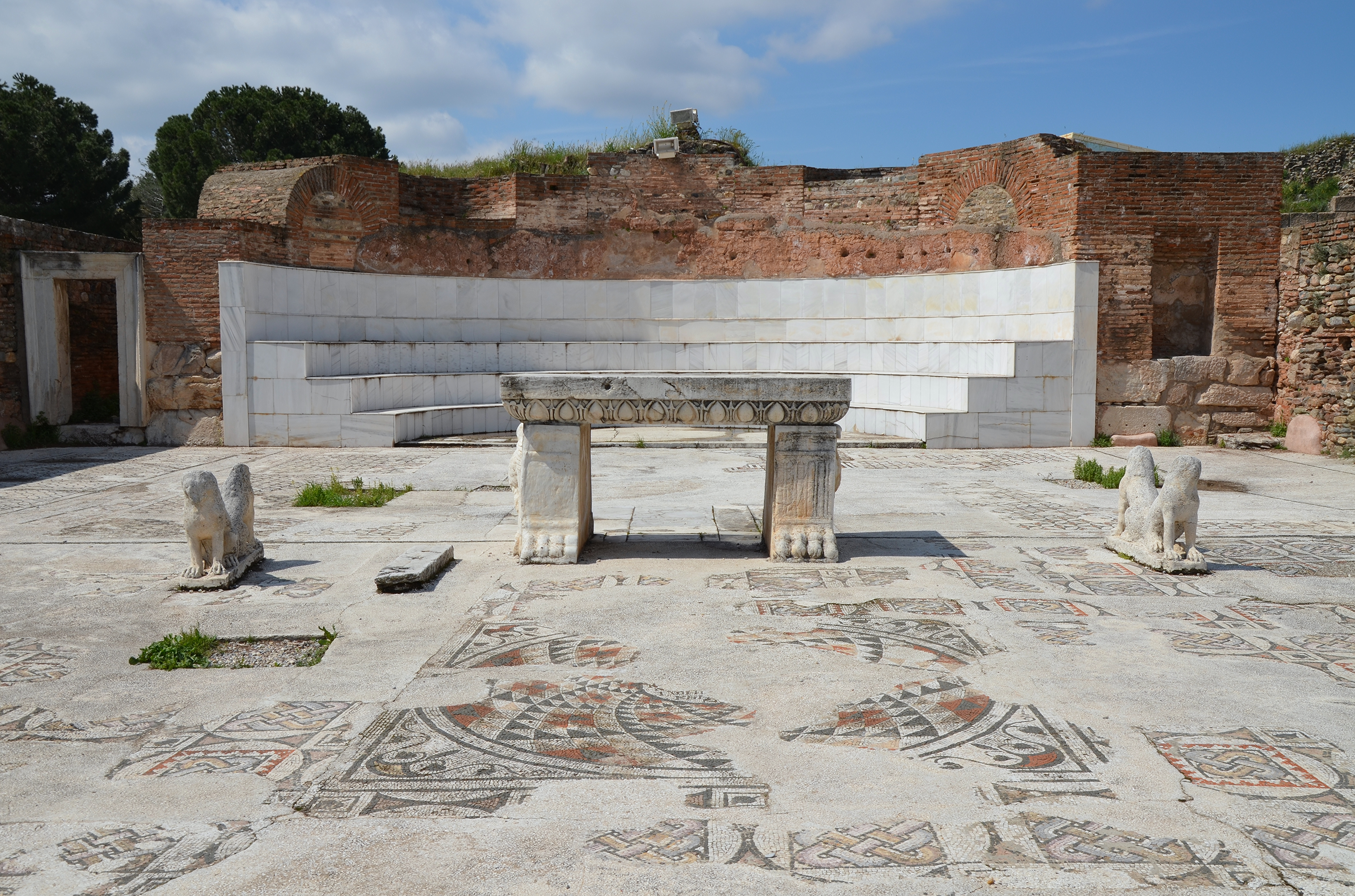
کنیسه ساردیس (قرن سوم، ترکیه) دارای جامعه بزرگی از ترسایان و یهودیان بود که در زندگی مدنی روم ادغام شده بودند.

ترسایان (یونانی کوینه: φοβούμενοι τὸν Θεόν، phoboumenoi تن تئون) یا خداپرستها (یونانی کوینه: θεοσεβεῖς , Theosebeis) طبقه متعددی از هواداران جنتیل (غیریهودی) یهودیت هلنیستی بودند که در جهان یونانی-رومی وجود داشتند، که برخی از آداب و سنن مذهبی یهودی را بدون اینکه کاملاً به آن گرویده باشند رعایت می‌کردند. این مفهوم از مفهوم پروسلیت از کتاب مقدس عبری گرفته شده‌است.
به‌طور کلی ترسا به معنای کسی است که صادقانه مذهبی است.

## بررسی اجمالی

### منشأ، تاریخچه، وضعیت و انتشار
از اواسط دهه ۱۹۸۰، تعداد فزاینده ای از محققان مطالعات یهودیت و تاریخ یهودیت به موضوع ترسایان و رابطه آنها با یهودیت هلنیستی و مسیحیت اولیه علاقه‌مند شدند. با توجه به نظر اکثریت، یهودیان که در دنیای یونانی-رومی در طول هلنی و دوره روم در تلاش زیادی برای یهودی کردن مشرکین و کافران نبودند، اگر چه بسیاری از مورخان اختلاف نظر دارند.
وقتی یهودیان مهاجرت کردند و در استان‌های رومی امپراتوری ساکن شدند، یهودیت به دلایل بسیاری برای تعدادی از مشرکان دین جذابی شد. ترسایانی که به‌طور کامل به یهودی تبدیل شدند، یونانی‌ها یا رومی‌ها بودند و از همه طبقات اجتماعی می‌آمدند: آنها عمدتاً زنان و آزادگان (لیبرتی) بودند، اما همچنین وجود داشتند. صنعتگران، سربازان و افراد معدودی مانند پاتریسیون‌ها و سناتورها. با وجود وفاداری به یهودیت، ترسایان از پرداخت مالیات یهودیان (fiscus Judaicus) معاف بودند.
طبقه ترسایان بین قرن اول و قرن سوم پس از میلاد وجود داشت. آنها در ادبیات لاتین و یونانی، آثار تاریخی فلاویوس ژوزفوس و فیلون، ادبیات خاخام، نوشته‌های مسیحی اولیه، و سایر منابع معاصر مانند کتیبه‌های کنیسه از جوامع دیاسپورا (فلسطین، ۳]) ذکر شده‌اند. رم، و آسیای صغیر).

### کتاب مقدس عبری
در کتاب مقدس عبری، عبادت توحیدی جنتیلها یا غیریهودی به خدای یهودیان به رسمیت شناخته شده‌است. این رده ییرئی هاشم / ییرئی شاماییم (عبری: יראי השם‎، به معنی «ترسان از نام» / «ترسان از بهشت»، " نام " که یک تعبیر یهودی برای یهوه است، ر.ک. مزمور 115:11). این توسط ادبیات خاخامهای بعدی به مفهوم نوحی تبدیل شد، یعنی غیر یهودیانی که از هفت قانون نوح پیروی می‌کنند، که نوشته‌های خاخام به عهد نوح اختصاص داده‌است.

### در کتیبه‌ها، متون و پاپیروس‌ها
لغتهای یونانی و لاتینی که به ترسایان اطلاق می‌شود (theosebeis, sebomenoi, phoboumenoi, metuentes)در ادبیات کهن (یونانی، رومی و یهودی) و کتیبه‌های کنیسه‌های کشف شده در افرودیسی، Panticapaeum، Tralles، Sardis، Venosa , Lorium (در رم)، رودس، Deliler (فیلادلفیا) و Miletus یافت می‌شود.
با قضاوت بر اساس تمایزات اعمال رسولان، تصور می‌شود که آنها به گریم صدیق (غریبه‌های درستکار) (Gerim Tzedekim) تبدیل نشدند، که مستلزم ختنه بود، اگرچه شواهد در طول قرن‌ها بسیار متفاوت است و ممکن است معنای این اصطلاح ممکن باشد. شامل انواع غیریهودیان دلسوز، چه مسیحیان و چه غیر یهودی بوده‌است. همچنین حدود ۳۰۰ مرجع متنی (قرن ۴ قبل از میلاد تا قرن سوم پس از میلاد) به فرقه هیپسیستاریان وجود دارد که برخی از آنها شبات را انجام می‌دادند و بسیاری از محققان آنها را به عنوان طرفداران یهودیت مرتبط با خداترس می‌دانند.

### در نوشته‌های اولیه مسیحیت
در عهد جدید و نوشته‌های اولیه مسیحیت، واژه‌های یونانی ترسایان و خداپرست برای اشاره به مشرکانی به کار می‌رود که به درجات مختلفی خود را به یهودیت هلنیستی پیوسته‌اند، بدون اینکه کاملاً و به‌طور عمده در انجیل لوقا (7:1-10) و به‌طور گسترده‌تر در اعمال رسولان، که عصر حواری قرن ۱ را توصیف می‌کند، اشاره شده‌است.
سپس پولس بلند شد و با دست خود اشاره کرد: «مردان اسرائیل، و کسانی که خداترس هستید، گوش دهید» - اعمال رسولان، ۱۳:۱۶برادران، پسران خانواده ابراهیم، و کسانی که از بین شما که ترسا هستید، به ما پیام رستگاری آمده‌است. -اعمال رسولان، ۱۳:۲۶

## نقش در مسیحیت قرن اول
یهودی شده جنتیلها و ترسایان توسط دانشمندان مدرن اهمیت قابل توجهی در رشد مسیحیت اولیه داشته‌است. آنها نماینده گروهی از غیریهودیان بودند که عقاید و اعمال مذهبی را با یهودیان به یک درجه یا درجات مشترک داشتند. با این حال، خداترس‌ها فقط نوکیشان «جزئی» بودند که به برخی از آیین‌ها و سنت‌های یهودی مشغول بودند، بدون اینکه قدمی فراتر از روی آوردن به یهودیت برداشته باشند، که مستلزم پیروی کامل از میتزووت ۶۱۳ (از جمله ممنوعیت‌های مختلف مانند کشروت، ختنه) بود. مراسم شبات و غیره) که عموماً برای غیر یهودیان (عمدتاً یونانی) نوکیشان جذاب نبودند. مراسم ختنه به ویژه در تمدن کلاسیک غیر جذاب و ناپسند بود زیرا رسم این بود که یک ساعت در روز یا بیشتر به ورزش برهنه در سالن بدنسازی و حمام رومی اختصاص می‌دادند، بنابراین مردان یهودی نمی‌خواستند. در انظار عمومی محروم از پوست ختنه گاه خود دیده شوند. فرهنگ هلنیستی و رومی هر دو ختنه را ظالمانه و نفرت‌انگیز می‌دانستند.
پولس رسول در نامه‌های خود به شدت از یهودیان که خواستار ختنه شدن نوکیشان غیریهودی بودند انتقاد کرد و با آنها مخالفت کرد. در عوض تأکید کرد که ایمان به مسیح یک عهد جدید با خدا را تشکیل می‌دهد، عهدی که اساساً توجیه و نجات غیریهودیان را از احکام سخت فراهم می‌کند. از شریعت موزائیک، عهد جدیدی که نیازی به ختنه نداشت (همچنین به توجیه با ایمان، عبارات پولین در حمایت از ضدشناسی، لغو قوانین عهد قدیم مراجعه کنید). لیدیای تیاتیرا، که اولین کسی بود که پولس در اروپا به مسیحیت گروید، در عهد جدید به عنوان «پرستنده خدا» توصیف شده‌است (Acts 16:14). کورنلیوس سرباز رومی و خواجه اتیوپیایی نیز توسط دانشمندان مدرن به عنوان خداترس‌هایی که به مسیحیت گرویدند تلقی می‌شوند.
در پیام پولس رستگاری از طریق طریق ایمان به مسیح و نه از تسلیم شدن تحت شریعت موسی است، بسیاری از خداترس یک گروه ذاتاً یهودی یافتند که می‌توانستند بدون نیاز به پذیرش تمامی قوانین سخت یهودیت به آن تعلق داشته باشند. گذشته از اینکه گروه پولس طرفداران گسترده‌ای به دست آورد، این دیدگاه در نتیجه نهایی تعمیم یافت که گروندگان به مسیحیت ابتدا نیازی به پذیرش تمام شریعت یهود ندارند (نگاه کنید به فرمان حواری)، و این باعث شد که در نهایت مسیحیت و یهودیت دو دین مجزا شوند.